# 夏尔-瓦朗坦·阿尔康
夏尔-瓦朗坦·阿尔康（法語：Charles-Valentin Alkan，1813年11月30日—1888年3月29日），犹太血统的法国作曲家，钢琴家。

## 生平
阿尔康出生在犹太人家庭，父亲经营一个音乐学校。他是一名音乐天才，6岁就进入巴黎音乐学院，16岁毕业后就留校教授视唱练耳。不久后他结识了肖邦，1838年与肖邦合开音乐会，一举成名，但次年由于个人原因又退出舞台，1844年才复出。1853年后又退隐，独自作曲并研究宗教。1873年再次复出，并指导了一些学生。1888年3月29日，阿尔康在家中去世。原本人们传说他是在寻找一本犹太教著作时被倒塌的书堆砸死，但目前有新证据显示，他很可能是被一个衣帽架砸死的。阿尔康一生未婚，深居简出，后人对他的生平和思想了解甚少，这使他在人们心目中成为一个神秘人物。

## 音乐
阿尔康是19世纪重要的钢琴作曲家。他的钢琴作品数量很多，风格各异，有只有十几小节的小品，也有长达四五十分钟的独奏协奏曲、交响曲。他的作品在调式和节奏运用上十分大胆，作品开头与结尾常常落在不同的调上，节奏变化多端，往往不规则。在内容上包罗万象，常常模仿自然界的音响，描绘作曲家独特的心境。阿尔康的音乐极大地开拓了钢琴音乐发展的道路，拓宽了钢琴音乐的范围，提高了钢琴的表现力，其历史意义越来越得到重视。